# Dongfeng CA71
O Dongfeng CA71 (chinês tradicional: 東風CA71, chinês simplificado: 东风CA71) é um automóvel fabricado pela fabricante de automóveis chinesa First Automobile Works (FAW) e produzida em pequeno número em 1958. Foi o primeiro carro de passageiros produzido inteiramente na China.

## História do desenvolvimento
O Dongfeng CA71 foi desenvolvido pela FAW em Changchun (Manchúria). A FAW foi fundada em 1953 com apoio técnico e financeiro da União Soviética. Produziu principalmente veículos comerciais, especialmente caminhões pesados baseados no modelo soviético. Em 1958, a China lançou a Campanha do Grande Salto Adiante, que visava alcançar os países industrializados ocidentais.
A partir de 1958, várias fábricas chinesas, incluindo a FAW, começaram a projetar automóveis de passageiros para uso civil.
O Dongfeng CA71 foi usado para uma série de campanhas de propaganda e algumas incluíram Mao Zedong. Cerca de 30 Dongfeng CA71 foram produzidos. Como o CA71 era pequeno, o Hongqi CA72 era a limusine estatal preferida. Os funcionários intermediários tendiam a usar o Fenghuang menor (Shanghai SH760).

## Projeto
O Dongfeng CA71 foi modelado em dois veículos estrangeiros. O chassi é estilisticamente semelhante ao Mercedes-Benz W120, assim como seu motor de quatro cilindros em linha de 1,9 litros. A carroceria foi baseada no francês Simca Vedette, embora seu formato real seja mais próximo do Ford Zephyr Mk2 de tamanho semelhante da mesma época. Isto possivelmente se deveu ao relacionamento da Ford com Simca na época.
Os detalhes chineses incluíam um motivo de dragão dourado na grade do capô e elementos de projeto de lanterna chinesa nas lanternas traseiras, como o Hongqi CA72. Afirma-se que o motor produzia 70 cv (52 kW), enquanto a velocidade máxima era de 130 km/h.
O vice-diretor de design da FAW, Shi Qihe, e o engenheiro-chefe, Hu Tongxun, dirigiram o projeto.

## Produção
O primeiro protótipo do Dongfeng CA71 foi concluído em 12 de maio de 1958. Vários testes se seguiram no verão. Várias outras cópias foram construídas em 1958. O carro foi feito à mão com a chapa trançada à mão. Apenas dois exemplos ainda existem. Um é mantido no Museu da Fábrica Hongqi em Changchun e uma réplica baseada no GAZ-21 soviético está localizada no Museu de Carros Clássicos de Pequim.
Hongqi não comercializaria outro veículo de passageiros mais curto do que as principais limusines Hongqi até as décadas de 1960-1970 com os modelos Hongqi CA771 e 773, eles próprios versões de distância entre eixos curta das limusines Hongqi CA770.